# NHL Expansion Draft 1979
Der NHL Expansion Draft 1979 wurde am 13. Juni 1979 von der National Hockey League ausgetragen. Der Draft war notwendig geworden, da die Liga vor der Saison 1979/80 mit den Edmonton Oilers, den Hartford Whalers, den Nordiques de Québec, und den Winnipeg Jets nach dem Aus der World Hockey Association, der diese Mannschaften bisher angehört hatten, um vier Teams erweitert wurde.

## Regeln
Zurückfordern von Spielern: Da sich die Rechte vieler WHA-Spieler im Besitz von NHL-Teams befanden, konnten diese ihre Spieler zwar zurückholen, um die vier ehemaligen WHA-Teams, welche ab der folgenden Spielzeit in der NHL spielen sollten, vor Plünderung durch die NHL-Teams zu schützen, wurde es ihnen erlaubt, jeweils zwei Torhüter und zwei Feldspieler zu sperren. Die gesperrten Spieler konnten nicht von den bisherigen NHL-Teams zurückgefordert werden. Diese Wahl wurde „priority selections“ (Vorzugswahl) genannt. Mit einigen Tricks versuchten die vier neuen Franchises dennoch, ihre Starspieler zu halten. So tauschten zum Beispiel die Nordiques, ihren Erstrunden-Pick für den NHL Entry Draft gegen ihren Star Réal Cloutier, dessen Rechte eigentlich den Chicago Black Hawks gehörten.
Da die Rechte an Edmonton-Star Wayne Gretzky keinem NHL-Team gehörten, hätte dieser eigentlich vom Team der Oilers in den Entry Draft verschoben werden müssen, unter der Auflage, jeweils als Letzter einer Runde im NHL Entry Draft 1979 wählen zu dürfen, durfte das Team den späteren Superstar dann jedoch behalten.
Expansion Draft: Jedes der 17 NHL-Teams durfte 15 Feldspieler sowie zwei Torhüter sperren, sodass sie nicht im Expansion Draft verfügbar waren und von den neuen Teams ausgewählt werden konnten.

## WHA Dispersal Draft
Im Anschluss an die WHA-Spielzeit – aber bevor die NHL-Franchises Spieler zurückfordern konnten – verteilten die WHA-Franchises, die Spieler auf die verbleibenden vier Teams, die aufgrund ihres Alters bisher noch keine Spielberechtigung für die NHL besessen hatten.
| Spieler             | Gedraftet von       | Gedraftet zu        |
| ------------------- | ------------------- | ------------------- |
| Bryon Baltimore (D) | Cincinnati Stingers | Edmonton Oilers     |
| Kelly Davis (D)     | Cincinnati Stingers | Edmonton Oilers     |
| Dave Forbes (LW)    | Cincinnati Stingers | Edmonton Oilers     |
| Mike Liut (G)       | Cincinnati Stingers | Edmonton Oilers     |
| Michel Parizeau (C) | Cincinnati Stingers | Edmonton Oilers     |
| Reg Thomas (LW)     | Cincinnati Stingers | Edmonton Oilers     |
| Bryan Watson (D)    | Cincinnati Stingers | Edmonton Oilers     |
| Dave Fortier (D)    | Indianapolis Racers | Edmonton Oilers     |
| Bruce Greig (LW)    | Indianapolis Racers | Edmonton Oilers     |
| Steve Alley (LW)    | Birmingham Bulls    | Hartford Whalers    |
| Tony Cassolato (RW) | Birmingham Bulls    | Hartford Whalers    |
| Paul Henderson (LW) | Birmingham Bulls    | Hartford Whalers    |
| Bob Stephenson (C)  | Birmingham Bulls    | Hartford Whalers    |
| Byron Shutt (LW)    | Cincinnati Stingers | Hartford Whalers    |
| Al McLeod (D)       | Indianapolis Racers | Hartford Whalers    |
| Peter Marrin (C)    | Birmingham Bulls    | Nordiques de Québec |
| John Stewart (C)    | Birmingham Bulls    | Nordiques de Québec |
| Greg Tebbutt (D)    | Birmingham Bulls    | Nordiques de Québec |
| Michel Dion (G)     | Cincinnati Stingers | Nordiques de Québec |
| Dave Dornseif (D)   | Cincinnati Stingers | Nordiques de Québec |
| Robbie Ftorek (C)   | Cincinnati Stingers | Nordiques de Québec |
| Bill Gilligan (C)   | Cincinnati Stingers | Nordiques de Québec |
| Barry Melrose (D)   | Cincinnati Stingers | Nordiques de Québec |
| Paul Stewart (LW)   | Cincinnati Stingers | Nordiques de Québec |
| Jamie Hislop (RW)   | Cincinnati Stingers | Winnipeg Jets       |
| Barry Legge (D)     | Cincinnati Stingers | Winnipeg Jets       |
| Peter Marsh (LW)    | Cincinnati Stingers | Winnipeg Jets       |
| Craig Norwich (D)   | Cincinnati Stingers | Winnipeg Jets       |

## Zurückgeforderte Spieler
| Nr. | Spieler                 | WHA-Team            | Zurückgefordert von   |
| --- | ----------------------- | ------------------- | --------------------- |
| 1.  | Kent Nilsson (LW)       | Winnipeg Jets       | Atlanta Flames        |
| 2.  | Bobby Hull (LW)         | Winnipeg Jets       | Chicago Black Hawks   |
| 3.  | Terry Ruskowski (C)     | Winnipeg Jets       | Chicago Black Hawks   |
| 4.  | Doug Berry (C)          | Edmonton Oilers     | Colorado Rockies      |
| 5.  | Wes George (LW)         | Edmonton Oilers     | Detroit Red Wings     |
| 6.  | Glenn Hicks (LW)        | Winnipeg Jets       | Detroit Red Wings     |
| 7.  | Barry Long (D)          | Winnipeg Jets       | Detroit Red Wings     |
| 8.  | George Lyle (LW)        | Hartford Whalers    | Detroit Red Wings     |
| 9.  | Steve Carlson (RW)      | Edmonton Oilers     | Los Angeles Kings     |
| 10. | Cal Sandbeck (D)        | Edmonton Oilers     | Minnesota North Stars |
| 11. | Dave Semenko (LW)       | Edmonton Oilers     | Minnesota North Stars |
| 12. | Paul Shmyr (D)          | Edmonton Oilers     | Minnesota North Stars |
| 13. | Greg Tebbutt (D)        | Nordiques de Québec | Minnesota North Stars |
| 14. | Alain Côté (LW)         | Nordiques de Québec | Canadiens de Montréal |
| 15. | Dan Geoffrion (RW)      | Nordiques de Québec | Canadiens de Montréal |
| 16. | Alan Hangsleben (D)     | Hartford Whalers    | Canadiens de Montréal |
| 17. | Peter Marsh (RW)        | Winnipeg Jets       | Canadiens de Montréal |
| 18. | Kelly Davis (D)         | Edmonton Oilers     | New York Islanders    |
| 19. | Dave Langevin (D)       | Edmonton Oilers     | New York Islanders    |
| 20. | Warren Miller (RW)      | Hartford Whalers    | New York Rangers      |
| 21. | Jim Mayer (C)           | Edmonton Oilers     | New York Rangers      |
| 22. | Dennis Sobchuk (LW)     | Edmonton Oilers     | Philadelphia Flyers   |
| 23. | Kim Clackson (D)        | Winnipeg Jets       | Pittsburgh Penguins   |
| 24. | Mike Liut (G)           | Edmonton Oilers     | St. Louis Blues       |
| 25. | Christian Bordeleau (C) | Nordiques de Québec | St. Louis Blues       |
| 26. | Risto Siltanen (D)      | Edmonton Oilers     | St. Louis Blues       |
| 27. | Rick Ley (D)            | Hartford Whalers    | Toronto Maple Leafs   |
| 28. | Stan Weir (D)           | Edmonton Oilers     | Toronto Maple Leafs   |
| 29. | John Hughes (D)         | Edmonton Oilers     | Vancouver Canucks     |
| 30. | Paul MacKinnon (D)      | Winnipeg Jets       | Washington Capitals   |

- Es wurden noch zwölf weitere Spieler zurückgefordert, die allerdings unter die Regelung der „Priority Selections“ der vier aufgenommenen Franchises fielen.

## Expansion-Draft-Ergebnisse

### Priority Selections
| Nr. | Spieler                   | Rechte aberkannt      | Rechte behalten     |
| --- | ------------------------- | --------------------- | ------------------- |
| 1.  | Dave Dryden (G)           | Buffalo Sabres        | Edmonton Oilers     |
| 2.  | Wayne Gretzky (C)         | –                     | Edmonton Oilers     |
| 3.  | Bengt-Åke Gustafsson (RW) | Washington Capitals   | Edmonton Oilers     |
| 4.  | Eddie Mio (G)             | Minnesota North Stars | Edmonton Oilers     |
| 5.  | Jordy Douglas (C)         | Toronto Maple Leafs   | Hartford Whalers    |
| 6.  | John Garrett (G)          | St. Louis Blues       | Hartford Whalers    |
| 7.  | Mark Howe (D)             | Boston Bruins         | Hartford Whalers    |
| 8.  | Paul Baxter (D)           | Pittsburgh Penguins   | Nordiques de Québec |
| 9.  | Richard Brodeur (G)       | New York Islanders    | Nordiques de Québec |
| 10. | Garry Lariviere (D)       | Buffalo Sabres        | Nordiques de Québec |
| 11. | Scott Campbell (D)        | St. Louis Blues       | Winnipeg Jets       |
| 12. | Morris Lukowich (LW)      | Pittsburgh Penguins   | Winnipeg Jets       |
| 13. | Markus Mattsson (G)       | New York Islanders    | Winnipeg Jets       |

### Expansion Drafts der Edmonton Oilers
| Nr. | Spieler              | Ehemaliges Team       | Geschützter Spieler |
| --- | -------------------- | --------------------- | ------------------- |
| 1.  | Cam Connor (RW)      | Canadiens de Montréal | Gilles Lupien       |
| 2.  | Lee Fogolin (D)      | Buffalo Sabres        | Bill Stewart        |
| 3.  | Pat Price (D)        | New York Islanders    | –                   |
| 4.  | Colin Campbell (D)   | Pittsburgh Penguins   | Kim Clackson        |
| 5.  | Larry Brown (D)      | Los Angeles Kings     | Doug Halward        |
| 6.  | Pete LoPresti (G)    | Minnesota North Stars | –                   |
| 7.  | Ron Areshenkoff (C)  | Buffalo Sabres        | Richie Dunn         |
| 8.  | Inge Hammarström (D) | St. Louis Blues       | Neil Komadoski      |
| 9.  | John Gould (RW)      | Atlanta Flames        | Curt Bennett        |
| 10. | Doug Hicks (D)       | Chicago Black Hawks   | Keith Magnuson      |
| 11. | Tom Edur (D)         | Pittsburgh Penguins   | Dale Tallon         |
| 12. | Wayne Bianchin (LW)  | Pittsburgh Penguins   | –                   |
| 13. | Mike Forbes (D)      | Boston Bruins         | –                   |
| 14. | Doug Favell (G)      | Colorado Rockies      | –                   |
| 15. | Doug Patey (RW)      | Washington Capitals   | –                   |
| 16. | J. Bob Kelly (LW)    | Chicago Black Hawks   | –                   |

### Expansion Drafts der Hartford Whalers
| Nr. | Spieler                | Ehemaliges Team       | Geschützter Spieler |
| --- | ---------------------- | --------------------- | ------------------- |
| 1.  | Alan Hangsleben (D)    | Canadiens de Montréal | Rod Langway         |
| 2.  | Nick Foitu (LW)        | New York Rangers      | Ed Johnstone        |
| 3.  | Rick Ley (D)           | Toronto Maple Leafs   | Jimmy Jones         |
| 4.  | Al Sims (D)            | Boston Bruins         | Gary Doak           |
| 5.  | Jean Savard (C)        | Chicago Black Hawks   | Miles Zaharko       |
| 6.  | Ralph Klassen (C)      | Colorado Rockies      | Joe Contini         |
| 7.  | Rick Hodgson (D)       | Atlanta Flames        | Bobby Lalonde       |
| 8.  | Kevin Kemp (D)         | Toronto Maple Leafs   | Bruce Boudreau      |
| 9.  | Bill Bennett (LW)      | Boston Bruins         | Dennis O’Brien      |
| 10. | Bernie Johnston (C/LW) | Philadelphia Flyers   | Dennis Sobchuk      |
| 11. | Brian Hill (RW)        | Atlanta Flames        | Brad Marsh          |
| 12. | Dave Given (C)         | Buffalo Sabres        | –                   |
| 13. | M. F. Schurman (LW)    | Philadelphia Flyers   | –                   |
| 14. | Nick Beverley (D)      | Colorado Rockies      | Mike Gillis         |
| 15. | Norm Lapointe (G)      | Vancouver Canucks     | –                   |
| 16. | Don Kozak (RW)         | Vancouver Canucks     | –                   |

### Expansion Drafts der Nordiques de Québec
| Nr. | Spieler              | Ehemaliges Team       | Geschützter Spieler |
| --- | -------------------- | --------------------- | ------------------- |
| 1.  | Dave Farrish (D)     | New York Rangers      | Jocelyn Guèvremont  |
| 2.  | Gerry Hart (D)       | New York Islanders    | Yvon Vautour        |
| 3.  | Ron Low (G)          | Detroit Red Wings     | –                   |
| 4.  | Pierre Plante (RW)   | New York Rangers      | Jim Mayer           |
| 5.  | Blair Stewart (C)    | Washington Capitals   | Eddy Godin          |
| 6.  | John Baby (D)        | Minnesota North Stars | Dave Semenko        |
| 7.  | John Smrke (C)       | St. Louis Blues       | Bob Murdoch         |
| 8.  | Dave Parro (G)       | Boston Bruins         | –                   |
| 9.  | Ken Kuzyk (RW)       | Minnesota North Stars | –                   |
| 10. | Roland Cloutier (C)  | Detroit Red Wings     | Rick Vasko          |
| 11. | Terry Martin (C)     | Buffalo Sabres        | Larry Playfair      |
| 12. | Jamie Masters (D)    | St. Louis Blues       | –                   |
| 13. | Hartland Monahan (C) | Los Angeles Kings     | Steve Carlson       |
| 14. | Ron Andruff (C)      | Colorado Rockies      | Larry Skinner       |
| 15. | Alain Côté (LW)      | Canadiens de Montréal | –                   |
| 16. | Lars Zetterström (D) | Vancouver Canucks     | Larry Goodenough    |

### Expansion Drafts der Winnipeg Jets
| Nr. | Spieler                 | Ehemaliges Team       | Geschützter Spieler |
| --- | ----------------------- | --------------------- | ------------------- |
| 1.  | Peter Marsh (LW)        | Canadiens de Montréal | Bill Nyrop          |
| 2.  | Lindsay Middlebrook (G) | New York Rangers      | –                   |
| 3.  | Bobby Hull (LW)         | Chicago Black Hawks   | Bob Hoffmeyer       |
| 4.  | Al Cameron (D)          | Detroit Red Wings     | Jean Hamel          |
| 5.  | Dave Hoyda (LW)         | Philadelphia Flyers   | Barry Dean          |
| 6.  | Jim Roberts (LW)        | Minnesota North Stars | Dan Chicoine        |
| 7.  | Lorne Stamler (LW)      | Toronto Maple Leafs   | Ron Ellis           |
| 8.  | Mark Heaslip (RW)       | Los Angeles Kings     | Darryl Edestrand    |
| 9.  | Pierre Hamel (G)        | Toronto Maple Leafs   | –                   |
| 10. | Gord McTavish (C)       | St. Louis Blues       | Bobby Simpson       |
| 11. | Gord Smith (D)          | Washington Capitals   | Bob Girard          |
| 12. | Clark Hamilton (C)      | Detroit Red Wings     | –                   |
| 13. | Jim Cunningham (LW)     | Philadelphia Flyers   | Gord Garbutt        |
| 14. | Dennis Abgrall (RW)     | Los Angeles Kings     | –                   |
| 15. | Bill Riley (LW/RW)      | Washington Capitals   | Ron Lalonde         |
| 16. | Gene Carr (C)           | Atlanta Flames        | –                   |
| 17. | Hillard Graves (RW)     | Vancouver Canucks     | –                   |